# Певческое поле (Выборг)

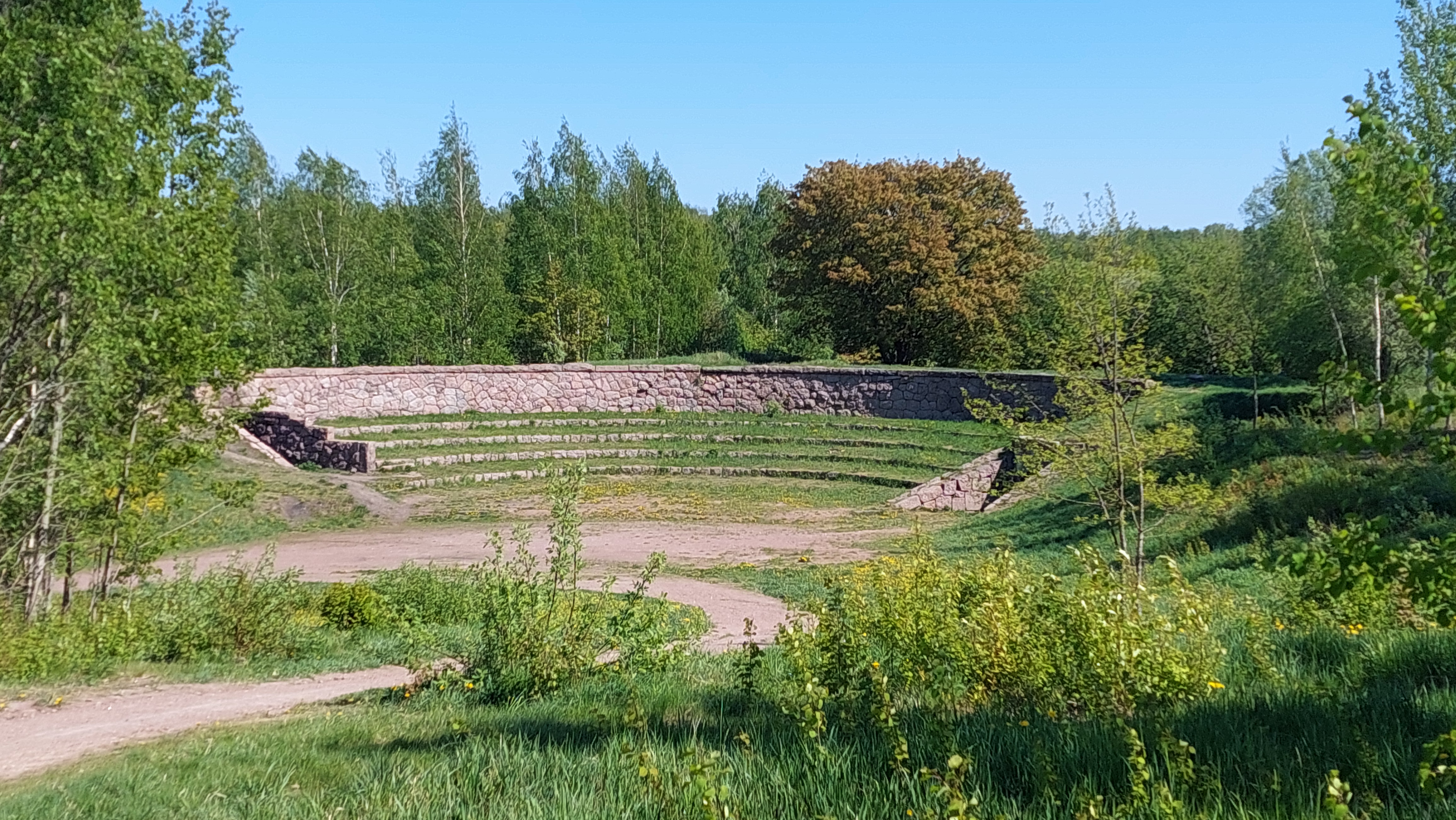
Певческое поле

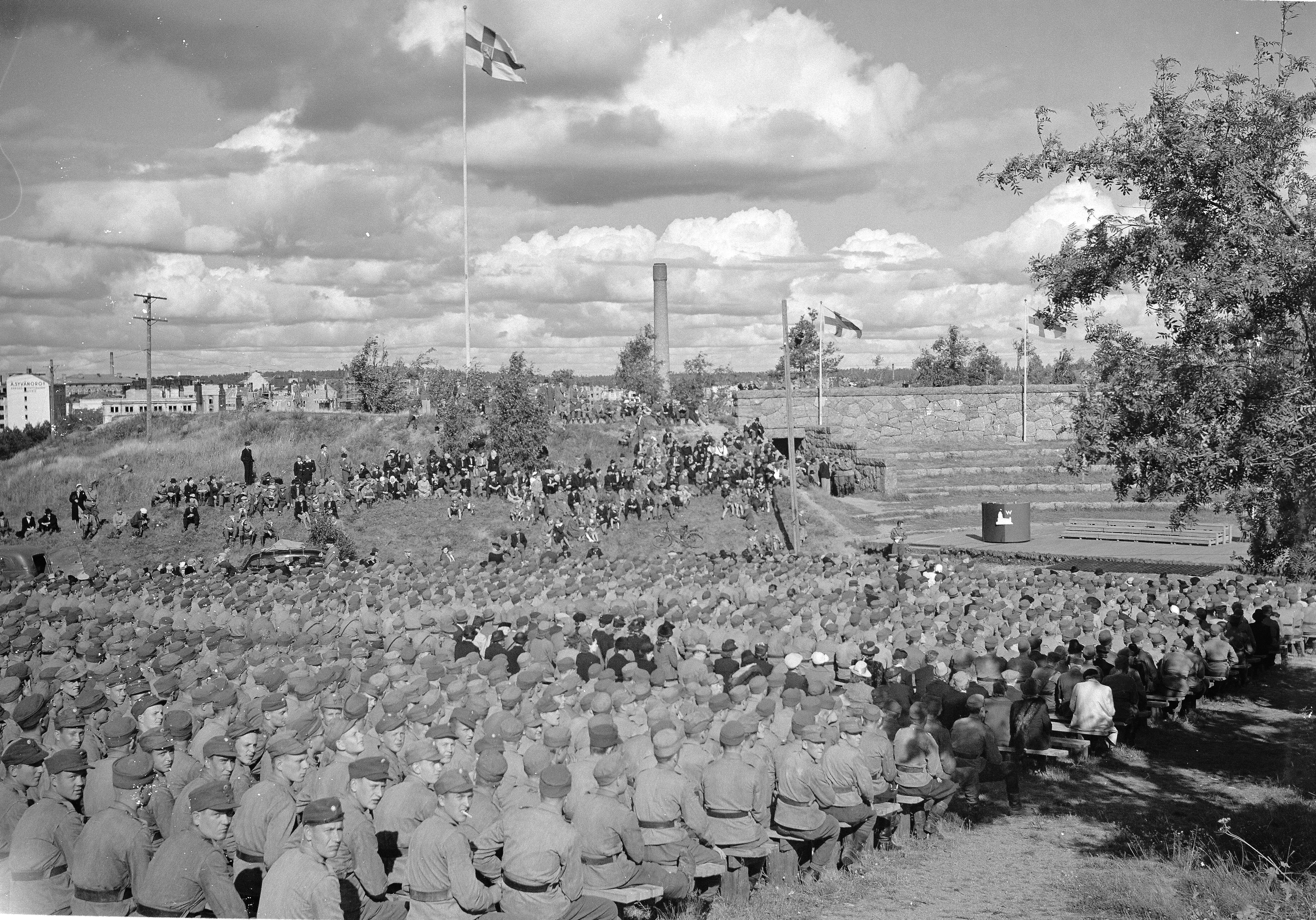
На Певческом поле в 1942 году

Пе́вческое по́ле в Выборге — площадка в городе Выборге, предназначенная для проведения летних музыкальных и театрализованных мероприятий. По своим характеристикам относится к уникальным на территории России объектам.
Певческое поле сооружено на Интендантской горе в 1932 году в ходе подготовки к празднованию столетия со дня первого издания карело-финского эпоса Калевала по проекту архитектора Уно Ульберга из гранитных блоков в одном из редутов Восточно-Выборгских укреплений. К числу его достоинств относятся единение с природой и хорошая акустика. Помещения бывшего порохового погреба были приспособлены под небольшое кафе. А на площадке, возведённой по образцу древнегреческих амфитеатров и получившей официальное название «Летний (зелёный) театр», неоднократно проводились всефинляндские праздники песни, а также спектакли Выборгского театра. Здесь звучали такие произведения, как кантата Лееви Мадетойя «Песнь Вяйнемёйнена», «Калеезльский гимн» Роберта Каянуса. Выборг того времени называли «Столицей поющей Карелии». Во время праздника песни 1937 года на Певческом поле выступило 120 хоров.
С 1944 года, по окончании советско-финских войн, Певческое поле Выборга длительное время не использовалось по назначению: на нём размещался склад городского комбината благоустройства, а с 1974 года — склад Выборгского приборостроительного завода. С 2010 года, после проведения восстановительных работ, здесь ежегодно проводится международный певческий праздник «Песни родной земли».